# Élections législatives de 1958 dans le Nord
Les élections législatives françaises de 1958 se déroulent les 23 et 30 novembre 1958. Dans le département du Nord, vingt-trois députés sont à élire dans le cadre de vingt-trois circonscriptions. 

## Élus
| Circonscription | Député élu             | Parti | Parti |
| --------------- | ---------------------- | ----- | ----- |
| 1re             | Bertrand Motte         |       | CNIP  |
| 2e              | Henri Duterne          |       | UNR   |
| 3e              | Léon Delbecque         |       | UNR   |
| 4e              | Madeleine Martinache   |       | UNR   |
| 5e              | Georges Brice          |       | UNR   |
| 6e              | Eugène Van der Meersch |       | UNR   |
| 7e              | Joseph Frys            |       | UNR   |
| 8e              | André Diligent         |       | MRP   |
| 9e              | René Lecocq            |       | UNR   |
| 10e             | Maurice Schumann       |       | MRP   |
| 11e             | Albert Denvers         |       | SFIO  |
| 12e             | Paul Reynaud           |       | CNIP  |
| 13e             | Auguste Damette        |       | UNR   |
| 14e             | Carlos Dolez           |       | MRP   |
| 15e             | Georges Sarazin        |       | UNR   |
| 16e             | Raymond Gernez         |       | SFIO  |
| 17e             | Narcisse Pavot         |       | SFIO  |
| 18e             | Ernest Denis           |       | UNR   |
| 19e             | Pierre Carous          |       | UNR   |
| 20e             | Fernand Duchâteau      |       | SFIO  |
| 21e             | Arthur Moulin          |       | UNR   |
| 22e             | Pierre Forest          |       | SFIO  |
| 23e             | Paul Bécue             |       | UNR   |

## Système électoral
Pour la première fois depuis 1936, les élections législatives ont lieu au scrutin uninominal majoritaire à deux tours dans des circonscriptions uninominales.
Est élu au premier tour le candidat qui réunit la majorité absolue des suffrages exprimés et un nombre de voix au moins égal au quart (25 %) des électeurs inscrits dans la circonscription. Si aucun des candidats ne satisfait ces conditions, un second tour est organisé entre les candidats ayant réuni un nombre de voix au moins égal à 5 % des suffrages exprimés. Au second tour, le candidat arrivé en tête est déclaré élu.
Le seuil de qualification, basé sur un pourcentage relativement faible des suffrages exprimés, tend à faciliter l'accès au second tour de plus de deux candidats. Les candidats en lice au second tour peuvent ainsi fréquemment être trois, un cas de figure appelé « triangulaire ». Lorsque quatre candidats s'affrontent au second tour, on parle de « quadrangulaire ».

## Résultats

### Résultats à l'échelle du département
| Parti          | Parti                                            | Premier tour | Premier tour | Second tour | Second tour | Sièges |
| Parti          | Parti                                            | Voix         | %            | Voix        | %           | Sièges |
| -------------- | ------------------------------------------------ | ------------ | ------------ | ----------- | ----------- | ------ |
|                | Union pour la nouvelle République                | 225 731      | 21,00        | 353 727     | 32,90       | 13     |
|                | Centre national des indépendants et paysans      | 85 992       | 8,00         | 75 818      | 7,05        | 2      |
|                | Modérés                                          | 21 277       | 1,98         | 665         | 0,06        | 0      |
|                | Droite parlementaire                             | 333 000      | 30,98        | 430 210     | 40,01       | 15     |
|                |                                                  |              |              |             |             |        |
|                | Section française de l'Internationale ouvrière   | 319 080      | 29,69        | 317 049     | 29,49       | 5      |
|                | Parti communiste français                        | 236 710      | 22,02        | 225 033     | 20,93       | 0      |
|                | Mouvement républicain populaire                  | 146 838      | 13,66        | 97 613      | 9,08        | 3      |
|                | Extrême droite                                   | 12 580       | 1,17         | Retrait     | Retrait     | 0      |
|                | Parti socialiste autonome                        | 7 977        | 0,74         | Retrait     | Retrait     | 0      |
|                | Centre républicain                               | 6 134        | 0,57         | Retrait     | Retrait     | 0      |
|                | Centre réformateur républicain                   | 5 694        | 0,53         | 5 311       | 0,49        | 0      |
|                | Parti républicain, radical et radical-socialiste | 3 644        | 0,34         |             |             | 0      |
|                | Union des forces démocratiques                   | 2 224        | 0,21         | 0           |             |        |
|                | Socialistes indépendants                         | 899          | 0,08         | 0           |             |        |
|                |                                                  |              |              |             |             |        |
| Inscrits       | Inscrits                                         | 1 300 673    | 100,00       | 1 300 558   | 100,00      | 23     |
| Abstentions    | Abstentions                                      | 203 487      | 15,64        | 201 484     | 15,49       |        |
| Votants        | Votants                                          | 1 097 186    | 84,36        | 1 099 074   | 84,51       |        |
| Blancs et nuls | Blancs et nuls                                   | 22 406       | 2,04         | 23 858      | 2,17        |        |
| Exprimés       | Exprimés                                         | 1 074 780    | 97,96        | 1 075 216   | 97,83       |        |

### Résultats par circonscription

#### Première circonscription (Lille-Centre)
| Candidat       | Candidat           | Parti          | Premier tour | Premier tour | Second tour | Second tour |  |
| Candidat       | Candidat           | Parti          | Voix         | %            | Voix        | %           |  |
| -------------- | ------------------ | -------------- | ------------ | ------------ | ----------- | ----------- |  |
|                | Bertrand Motte élu | CNIP           | 10 945       | 29,05        | 14 537      | 39,28       |  |
|                | Georges Delfosse   | MRP            | 9 114        | 24,19        | 13 006      | 35,14       |  |
|                | Charles Béreaux    | SFIO           | 7 045        | 18,7         | Retrait     | Retrait     |  |
|                | Pierre Simonot     | PCF            | 3 760        | 9,98         | 4 157       | 11,23       |  |
|                | Léon Van Calster   | CRR            | 3 611        | 9,58         | 5 311       | 14,35       |  |
|                | Charles Lubrez     | Modérés        | 2 264        | 6,01         | Retrait     | Retrait     |  |
|                | Georges Helluin    | UFF            | 940          | 2,49         |             |             |  |
|                |                    |                |              |              |             |             |  |
| Inscrits       | Inscrits           | Inscrits       | 46 348       | 100,00       | 46 348      | 100,00      |  |
| Abstentions    | Abstentions        | Abstentions    | 7 768        | 16,76        | 8 283       | 17,87       |  |
| Votants        | Votants            | Votants        | 38 580       | 83,24        | 38 065      | 82,13       |  |
| Blancs et nuls | Blancs et nuls     | Blancs et nuls | 901          | 2,34         | 1 054       | 2,77        |  |
| Exprimés       | Exprimés           | Exprimés       | 37 679       | 97,66        | 37 011      | 97,23       |  |

#### Deuxième circonscription (Lille-Sud)
| Candidat       | Candidat          | Parti          | Premier tour | Premier tour | Second tour | Second tour |  |
| Candidat       | Candidat          | Parti          | Voix         | %            | Voix        | %           |  |
| -------------- | ----------------- | -------------- | ------------ | ------------ | ----------- | ----------- |  |
|                | Henri Duterne élu | UNR            | 16 834       | 40,57        | 24 413      | 58,19       |  |
|                | Joseph Hourdin    | SFIO           | 12 739       | 30,7         | 12 038      | 28,69       |  |
|                | Ali Landréa       | PCF            | 5 922        | 14,27        | 5 506       | 13,12       |  |
|                | Hélenport Freidel | MRP            | 4 395        | 10,59        | Retrait     | Retrait     |  |
|                | André Dereau      | Modérés        | 1 599        | 3,85         |             |             |  |
|                |                   |                |              |              |             |             |  |
| Inscrits       | Inscrits          | Inscrits       | 51 575       | 100,00       | 51 575      | 100,00      |  |
| Abstentions    | Abstentions       | Abstentions    | 9 007        | 17,46        | 8 692       | 16,85       |  |
| Votants        | Votants           | Votants        | 42 568       | 82,54        | 42 883      | 83,15       |  |
| Blancs et nuls | Blancs et nuls    | Blancs et nuls | 1 079        | 2,53         | 926         | 2,16        |  |
| Exprimés       | Exprimés          | Exprimés       | 41 489       | 97,47        | 41 957      | 97,84       |  |

#### Troisième circonscription (Lille-Nord)
| Candidat       | Candidat           | Parti          | Premier tour | Premier tour | Second tour | Second tour |  |
| Candidat       | Candidat           | Parti          | Voix         | %            | Voix        | %           |  |
| -------------- | ------------------ | -------------- | ------------ | ------------ | ----------- | ----------- |  |
|                | Léon Delbecque élu | UNR            | 12 564       | 32,59        | 23 390      | 63,42       |  |
|                | Joseph Lussiez     | SFIO           | 7 653        | 19,85        | 12 824      | 34,77       |  |
|                | Albert Landrie     | PCF            | 5 258        | 13,64        | Retrait     | Retrait     |  |
|                | Félix Peltier      | MRP            | 4 474        | 11,6         | Retrait     | Retrait     |  |
|                | François Royer     | Modérés        | 3 611        | 9,37         | 665         | 1,8         |  |
|                | Georges Petit      | CR             | 2 757        | 7,15         | Retrait     | Retrait     |  |
|                | Georges Delval     | Modérés        | 961          | 2,49         |             |             |  |
|                | Robert Ruaux       | Modérés        | 691          | 1,79         |             |             |  |
|                | André Courtinat    | Modérés        | 587          | 1,52         |             |             |  |
|                |                    |                |              |              |             |             |  |
| Inscrits       | Inscrits           | Inscrits       | 48 035       | 100,00       | 48 035      | 100,00      |  |
| Abstentions    | Abstentions        | Abstentions    | 8 501        | 17,7         | 9 481       | 19,74       |  |
| Votants        | Votants            | Votants        | 39 534       | 82,3         | 38 554      | 80,26       |  |
| Blancs et nuls | Blancs et nuls     | Blancs et nuls | 978          | 2,47         | 1 675       | 4,34        |  |
| Exprimés       | Exprimés           | Exprimés       | 38 556       | 97,53        | 36 879      | 95,66       |  |

#### Quatrième circonscription (Lille-Est)
| Candidat       | Candidat                  | Parti          | Premier tour | Premier tour | Second tour | Second tour |  |
| Candidat       | Candidat                  | Parti          | Voix         | %            | Voix        | %           |  |
| -------------- | ------------------------- | -------------- | ------------ | ------------ | ----------- | ----------- |  |
|                | Arthur Cornette           | SFIO           | 10 406       | 30,79        | 11 745      | 34,91       |  |
|                | Madeleine Martinache élue | UNR            | 8 319        | 24,61        | 15 520      | 46,13       |  |
|                | Robert Leblond            | PCF            | 6 894        | 20,4         | 6 380       | 18,96       |  |
|                | Arthur François           | Modérés        | 4 594        | 13,59        | Retrait     | Retrait     |  |
|                | Georges Henaux            | MRP            | 3 589        | 10,62        | Retrait     | Retrait     |  |
|                |                           |                |              |              |             |             |  |
| Inscrits       | Inscrits                  | Inscrits       | 41 726       | 100,00       | 41 721      | 100,00      |  |
| Abstentions    | Abstentions               | Abstentions    | 7 170        | 17,18        | 7 437       | 17,83       |  |
| Votants        | Votants                   | Votants        | 34 556       | 82,82        | 34 284      | 82,17       |  |
| Blancs et nuls | Blancs et nuls            | Blancs et nuls | 754          | 2,18         | 639         | 1,86        |  |
| Exprimés       | Exprimés                  | Exprimés       | 33 802       | 97,82        | 33 645      | 98,14       |  |

#### Cinquième circonscription (Haubourdin)
| Candidat       | Candidat           | Parti          | Premier tour | Premier tour | Second tour | Second tour |  |
| Candidat       | Candidat           | Parti          | Voix         | %            | Voix        | %           |  |
| -------------- | ------------------ | -------------- | ------------ | ------------ | ----------- | ----------- |  |
|                | Arthur Notebart    | SFIO           | 15 076       | 33,28        | 19 419      | 42,72       |  |
|                | Georges Brice élu  | UNR            | 13 144       | 29,02        | 26 041      | 57,28       |  |
|                | Jean-Marie Fossier | PCF            | 7 693        | 16,98        | Retrait     | Retrait     |  |
|                | Joseph Delecroix   | MRP            | 6 994        | 15,44        | Retrait     | Retrait     |  |
|                | Maurice Bulteau    | CR             | 2 387        | 5,27         | Retrait     | Retrait     |  |
|                |                    |                |              |              |             |             |  |
| Inscrits       | Inscrits           | Inscrits       | 54 078       | 100,00       | 54 079      | 100,00      |  |
| Abstentions    | Abstentions        | Abstentions    | 7 737        | 14,31        | 6 709       | 12,41       |  |
| Votants        | Votants            | Votants        | 46 341       | 85,69        | 47 370      | 87,59       |  |
| Blancs et nuls | Blancs et nuls     | Blancs et nuls | 1 047        | 2,26         | 1 910       | 4,03        |  |
| Exprimés       | Exprimés           | Exprimés       | 45 294       | 97,74        | 45 460      | 95,97       |  |

#### Sixième circonscription (Seclin)
| Candidat       | Candidat                    | Parti          | Premier tour | Premier tour | Second tour | Second tour |  |
| Candidat       | Candidat                    | Parti          | Voix         | %            | Voix        | %           |  |
| -------------- | --------------------------- | -------------- | ------------ | ------------ | ----------- | ----------- |  |
|                | Charles Guillain            | SFIO           | 15 170       | 32,89        | 16 599      | 34,66       |  |
|                | Eugène Van der Meersch élu  | UNR            | 14 612       | 31,68        | 22 029      | 46          |  |
|                | Paul Durot                  | PCF            | 9 688        | 21           | 9 265       | 19,35       |  |
|                | Pierre Cardon               | MRP            | 3 977        | 8,62         | Retrait     | Retrait     |  |
|                | Lucien Bonnerre             | Modérés        | 1 405        | 3,05         |             |             |  |
|                | Alphonse Rousselle-Philippo | Modérés        | 1 277        | 2,77         |             |             |  |
|                |                             |                |              |              |             |             |  |
| Inscrits       | Inscrits                    | Inscrits       | 54 848       | 100,00       | 54 844      | 100,00      |  |
| Abstentions    | Abstentions                 | Abstentions    | 7 877        | 14,36        | 6 253       | 11,4        |  |
| Votants        | Votants                     | Votants        | 46 971       | 85,64        | 48 591      | 88,6        |  |
| Blancs et nuls | Blancs et nuls              | Blancs et nuls | 842          | 1,79         | 698         | 1,44        |  |
| Exprimés       | Exprimés                    | Exprimés       | 46 129       | 98,21        | 47 893      | 98,56       |  |

#### Septième circonscription (Roubaix-Est)
| Candidat       | Candidat        | Parti          | Premier tour | Premier tour | Second tour | Second tour |  |
| Candidat       | Candidat        | Parti          | Voix         | %            | Voix        | %           |  |
| -------------- | --------------- | -------------- | ------------ | ------------ | ----------- | ----------- |  |
|                | Victor Provo    | SFIO           | 20 882       | 33,33        | 23 032      | 36,78       |  |
|                | Joseph Frys élu | UNR            | 11 848       | 18,91        | 31 594      | 50,45       |  |
|                | Jean Desmarets  | CNIP           | 11 181       | 17,85        | Retrait     | Retrait     |  |
|                | Georges Muteau  | MRP            | 8 937        | 14,27        | Retrait     | Retrait     |  |
|                | Jérôme Moerman  | PCF            | 8 735        | 13,94        | 7 993       | 12,76       |  |
|                | Léon Deguffroy  | UFD            | 1 063        | 1,7          |             |             |  |
|                |                 |                |              |              |             |             |  |
| Inscrits       | Inscrits        | Inscrits       | 74 289       | 100,00       | 74 286      | 100,00      |  |
| Abstentions    | Abstentions     | Abstentions    | 10 164       | 13,68        | 10 431      | 14,04       |  |
| Votants        | Votants         | Votants        | 64 125       | 86,32        | 63 855      | 85,96       |  |
| Blancs et nuls | Blancs et nuls  | Blancs et nuls | 1 479        | 2,31         | 1 236       | 1,94        |  |
| Exprimés       | Exprimés        | Exprimés       | 62 646       | 97,69        | 62 619      | 98,06       |  |

#### Huitième circonscription (Roubaix-Ouest)
| Candidat       | Candidat           | Parti          | Premier tour | Premier tour | Second tour | Second tour |  |
| Candidat       | Candidat           | Parti          | Voix         | %            | Voix        | %           |  |
| -------------- | ------------------ | -------------- | ------------ | ------------ | ----------- | ----------- |  |
|                | Marcel Guislain    | SFIO           | 16 838       | 31,28        | 19 283      | 36,39       |  |
|                | André Diligent élu | MRP            | 11 227       | 20,86        | 24 755      | 46,72       |  |
|                | Édouard Pick       | UNR            | 10 641       | 19,77        | Retrait     | Retrait     |  |
|                | Gustave Ansart     | PCF            | 9 653        | 17,93        | 8 947       | 16,89       |  |
|                | Joseph Augem       | CNIP           | 4 292        | 7,97         | Retrait     | Retrait     |  |
|                | Paul Antoine       | UFF            | 1 178        | 2,19         |             |             |  |
|                |                    |                |              |              |             |             |  |
| Inscrits       | Inscrits           | Inscrits       | 65 599       | 100,00       | 65 590      | 100,00      |  |
| Abstentions    | Abstentions        | Abstentions    | 10 193       | 15,54        | 11 127      | 16,96       |  |
| Votants        | Votants            | Votants        | 55 406       | 84,46        | 54 463      | 83,04       |  |
| Blancs et nuls | Blancs et nuls     | Blancs et nuls | 1 577        | 2,85         | 1 478       | 2,71        |  |
| Exprimés       | Exprimés           | Exprimés       | 53 829       | 97,15        | 52 985      | 97,29       |  |

#### Neuvième circonscription (Tourcoing)
| Candidat       | Candidat        | Parti          | Premier tour | Premier tour | Second tour | Second tour |  |
| Candidat       | Candidat        | Parti          | Voix         | %            | Voix        | %           |  |
| -------------- | --------------- | -------------- | ------------ | ------------ | ----------- | ----------- |  |
|                | René Debesson   | SFIO           | 16 161       | 26,58        | 18 238      | 29,87       |  |
|                | René Lecocq élu | UNR            | 14 411       | 23,7         | 35 292      | 57,81       |  |
|                | André Cassette  | CNIP           | 8 310        | 13,67        | Retrait     | Retrait     |  |
|                | Louis Lallemand | PCF            | 8 149        | 13,4         | 7 522       | 12,32       |  |
|                | Jules Duquesne  | MRP            | 8 055        | 13,25        | Retrait     | Retrait     |  |
|                | Gaston Bastard  | diss. MRP      | 3 730        | 6,13         | Retrait     | Retrait     |  |
|                | Jean Denizart   | Modérés        | 1 983        | 3,26         |             |             |  |
|                |                 |                |              |              |             |             |  |
| Inscrits       | Inscrits        | Inscrits       | 71 183       | 100,00       | 71 183      | 100,00      |  |
| Abstentions    | Abstentions     | Abstentions    | 8 923        | 12,54        | 8 969       | 12,6        |  |
| Votants        | Votants         | Votants        | 62 260       | 87,46        | 62 214      | 87,4        |  |
| Blancs et nuls | Blancs et nuls  | Blancs et nuls | 1 461        | 2,35         | 1 162       | 1,87        |  |
| Exprimés       | Exprimés        | Exprimés       | 60 799       | 97,65        | 61 052      | 98,13       |  |

#### Dixième circonscription (Armentières)
| Candidat       | Candidat             | Parti          | Premier tour | Premier tour | Second tour | Second tour |  |
| Candidat       | Candidat             | Parti          | Voix         | %            | Voix        | %           |  |
| -------------- | -------------------- | -------------- | ------------ | ------------ | ----------- | ----------- |  |
|                | Maurice Schumann élu | MRP            | 19 530       | 33,83        | 24 723      | 43,65       |  |
|                | Paul Theeten         | CNIP           | 16 035       | 27,77        | 18 631      | 32,89       |  |
|                | Charles Minnekeer    | PCF            | 11 419       | 19,78        | 13 289      | 23,46       |  |
|                | Georges Baert        | SFIO           | 10 749       | 18,62        | Retrait     | Retrait     |  |
|                |                      |                |              |              |             |             |  |
| Inscrits       | Inscrits             | Inscrits       | 66 314       | 100,00       | 66 215      | 100,00      |  |
| Abstentions    | Abstentions          | Abstentions    | 7 081        | 10,68        | 7 566       | 11,43       |  |
| Votants        | Votants              | Votants        | 59 233       | 89,32        | 58 649      | 88,57       |  |
| Blancs et nuls | Blancs et nuls       | Blancs et nuls | 1 500        | 2,53         | 2 006       | 3,42        |  |
| Exprimés       | Exprimés             | Exprimés       | 57 733       | 97,47        | 56 643      | 96,58       |  |

#### Onzième circonscription (Dunkerque)
| Candidat       | Candidat           | Parti          | Premier tour | Premier tour | Second tour | Second tour |  |
| Candidat       | Candidat           | Parti          | Voix         | %            | Voix        | %           |  |
| -------------- | ------------------ | -------------- | ------------ | ------------ | ----------- | ----------- |  |
|                | Albert Denvers élu | SFIO           | 24 445       | 40           | 28 540      | 46,83       |  |
|                | Paul Morel         | UNR            | 14 625       | 23,93        | 22 992      | 37,72       |  |
|                | André Pierrard     | PCF            | 10 142       | 16,59        | 9 416       | 15,45       |  |
|                | Paul Asseman       | PSA            | 7 977        | 13,05        | Retrait     | Retrait     |  |
|                | Lucien Maillart    | MRP            | 3 931        | 6,43         | Retrait     | Retrait     |  |
|                |                    |                |              |              |             |             |  |
| Inscrits       | Inscrits           | Inscrits       | 75 694       | 100,00       | 75 693      | 100,00      |  |
| Abstentions    | Abstentions        | Abstentions    | 13 742       | 18,15        | 14 023      | 18,53       |  |
| Votants        | Votants            | Votants        | 61 952       | 81,85        | 61 670      | 81,47       |  |
| Blancs et nuls | Blancs et nuls     | Blancs et nuls | 832          | 1,34         | 722         | 1,17        |  |
| Exprimés       | Exprimés           | Exprimés       | 61 120       | 98,66        | 60 948      | 98,83       |  |

#### Douzième circonscription (Bergues)
| Candidat       | Candidat         | Parti          | Premier tour | Premier tour | Second tour | Second tour |  |
| Candidat       | Candidat         | Parti          | Voix         | %            | Voix        | %           |  |
| -------------- | ---------------- | -------------- | ------------ | ------------ | ----------- | ----------- |  |
|                | Paul Reynaud élu | CNIP           | 15 082       | 40,36        | 20 615      | 56,49       |  |
|                | Marcel Darou     | SFIO           | 11 576       | 30,98        | 15 879      | 43,51       |  |
|                | Henri Billiaert  | MRP            | 6 912        | 18,5         | Retrait     | Retrait     |  |
|                | Michel Henri     | PCF            | 2 046        | 5,47         | Retrait     | Retrait     |  |
|                | Robert Warin     | Extrême droite | 1 754        | 4,69         |             |             |  |
|                |                  |                |              |              |             |             |  |
| Inscrits       | Inscrits         | Inscrits       | 43 230       | 100,00       | 43 230      | 100,00      |  |
| Abstentions    | Abstentions      | Abstentions    | 4 893        | 11,32        | 5 381       | 12,45       |  |
| Votants        | Votants          | Votants        | 38 337       | 88,68        | 37 849      | 87,55       |  |
| Blancs et nuls | Blancs et nuls   | Blancs et nuls | 967          | 2,52         | 1 355       | 3,58        |  |
| Exprimés       | Exprimés         | Exprimés       | 37 370       | 97,48        | 36 494      | 96,42       |  |

#### Treizième circonscription (Hazebrouck)
| Candidat       | Candidat            | Parti          | Premier tour | Premier tour | Second tour | Second tour |  |
| Candidat       | Candidat            | Parti          | Voix         | %            | Voix        | %           |  |
| -------------- | ------------------- | -------------- | ------------ | ------------ | ----------- | ----------- |  |
|                | Auguste Damette élu | UNR            | 12 225       | 30,04        | 16 925      | 41,11       |  |
|                | Henri Desbuquois    | MRP            | 12 011       | 29,51        | 12 901      | 31,33       |  |
|                | Noël Josèphe        | SFIO           | 9 021        | 22,17        | 8 327       | 20,22       |  |
|                | Georges Vermeulen   | PCF            | 3 535        | 8,69         | 3 020       | 7,33        |  |
|                | Jean-Pierre Plichon | Modérés        | 2 305        | 5,66         | Retrait     | Retrait     |  |
|                | Auguste Blondiaux   | UFF            | 1 599        | 3,93         |             |             |  |
|                |                     |                |              |              |             |             |  |
| Inscrits       | Inscrits            | Inscrits       | 46 847       | 100,00       | 46 846      | 100,00      |  |
| Abstentions    | Abstentions         | Abstentions    | 5 367        | 11,46        | 5 103       | 10,89       |  |
| Votants        | Votants             | Votants        | 41 480       | 88,54        | 41 743      | 89,11       |  |
| Blancs et nuls | Blancs et nuls      | Blancs et nuls | 784          | 1,89         | 570         | 1,37        |  |
| Exprimés       | Exprimés            | Exprimés       | 40 696       | 98,11        | 41 173      | 98,63       |  |

#### Quatorzième circonscription (Douai-Nord)
| Candidat       | Candidat         | Parti          | Premier tour | Premier tour | Second tour | Second tour |  |
| Candidat       | Candidat         | Parti          | Voix         | %            | Voix        | %           |  |
| -------------- | ---------------- | -------------- | ------------ | ------------ | ----------- | ----------- |  |
|                | Henri Martel     | PCF            | 18 656       | 34,22        | 20 066      | 36,01       |  |
|                | Carlos Dolez élu | MRP            | 16 299       | 29,9         | 22 228      | 39,89       |  |
|                | André Canivez    | SFIO           | 15 293       | 28,05        | 13 427      | 24,1        |  |
|                | Robert Sauvet    | Extrême droite | 3 111        | 5,71         | Retrait     | Retrait     |  |
|                | René Fallas      | UFD            | 1 161        | 2,13         |             |             |  |
|                |                  |                |              |              |             |             |  |
| Inscrits       | Inscrits         | Inscrits       | 67 956       | 100,00       | 67 954      | 100,00      |  |
| Abstentions    | Abstentions      | Abstentions    | 12 442       | 18,31        | 11 484      | 16,9        |  |
| Votants        | Votants          | Votants        | 55 514       | 81,69        | 56 470      | 83,1        |  |
| Blancs et nuls | Blancs et nuls   | Blancs et nuls | 994          | 1,79         | 749         | 1,33        |  |
| Exprimés       | Exprimés         | Exprimés       | 54 520       | 98,21        | 55 721      | 98,67       |  |

#### Quinzième circonscription (Douai-Sud)
| Candidat       | Candidat            | Parti          | Premier tour | Premier tour | Second tour | Second tour |  |
| Candidat       | Candidat            | Parti          | Voix         | %            | Voix        | %           |  |
| -------------- | ------------------- | -------------- | ------------ | ------------ | ----------- | ----------- |  |
|                | Arthur Ramette      | PCF            | 19 398       | 40,86        | 21 882      | 46,05       |  |
|                | Georges Sarazin élu | UNR            | 13 973       | 29,43        | 25 633      | 53,95       |  |
|                | Maurice Goniaux     | SFIO           | 9 609        | 20,24        | Retrait     | Retrait     |  |
|                | René Leroy          | Extrême droite | 2 552        | 5,38         | Retrait     | Retrait     |  |
|                | Jean Briquet        | Radsoc         | 1 946        | 4,1          |             |             |  |
|                |                     |                |              |              |             |             |  |
| Inscrits       | Inscrits            | Inscrits       | 58 371       | 100,00       | 58 369      | 100,00      |  |
| Abstentions    | Abstentions         | Abstentions    | 9 985        | 17,11        | 9 520       | 16,31       |  |
| Votants        | Votants             | Votants        | 48 386       | 82,89        | 48 849      | 83,69       |  |
| Blancs et nuls | Blancs et nuls      | Blancs et nuls | 908          | 1,88         | 1 334       | 2,73        |  |
| Exprimés       | Exprimés            | Exprimés       | 47 478       | 98,12        | 47 515      | 97,27       |  |

#### Seizième circonscription (Cambrai)
| Candidat       | Candidat           | Parti          | Premier tour | Premier tour | Second tour | Second tour |  |
| Candidat       | Candidat           | Parti          | Voix         | %            | Voix        | %           |  |
| -------------- | ------------------ | -------------- | ------------ | ------------ | ----------- | ----------- |  |
|                | Raymond Gernez élu | SFIO           | 17 580       | 36,5         | 19 762      | 40,02       |  |
|                | Émilienne Galicier | PCF            | 11 295       | 23,45        | 11 043      | 22,36       |  |
|                | Henri Lepan        | UNR            | 9 289        | 19,28        | 18 576      | 37,62       |  |
|                | Octave Decupère    | CNIP           | 5 045        | 10,47        | Retrait     | Retrait     |  |
|                | Jean Massin        | MRP            | 4 026        | 8,36         | Retrait     | Retrait     |  |
|                | Maurice Fiévet     | Extrême droite | 935          | 1,94         |             |             |  |
|                |                    |                |              |              |             |             |  |
| Inscrits       | Inscrits           | Inscrits       | 59 047       | 100,00       | 59 040      | 100,00      |  |
| Abstentions    | Abstentions        | Abstentions    | 9 980        | 16,9         | 8 972       | 15,2        |  |
| Votants        | Votants            | Votants        | 49 067       | 83,1         | 50 068      | 84,8        |  |
| Blancs et nuls | Blancs et nuls     | Blancs et nuls | 897          | 1,83         | 687         | 1,37        |  |
| Exprimés       | Exprimés           | Exprimés       | 48 170       | 98,17        | 49 381      | 98,63       |  |

#### Dix-septième circonscription (Le Cateau-Cambrésis)
| Candidat       | Candidat           | Parti          | Premier tour | Premier tour | Second tour | Second tour |  |
| Candidat       | Candidat           | Parti          | Voix         | %            | Voix        | %           |  |
| -------------- | ------------------ | -------------- | ------------ | ------------ | ----------- | ----------- |  |
|                | Narcisse Pavot élu | SFIO           | 13 101       | 32,87        | 16 559      | 40,37       |  |
|                | André Mailliez     | CNIP           | 7 490        | 18,79        | 15 456      | 37,68       |  |
|                | Paul Leloir        | PCF            | 9 017        | 22,63        | 8 999       | 21,94       |  |
|                | Michel Senez       | MRP            | 4 444        | 11,15        | Retrait     | Retrait     |  |
|                | Pierre Agisson     | UNR            | 4 301        | 10,79        | Retrait     | Retrait     |  |
|                | André Bouchez      | CR             | 990          | 2,48         |             |             |  |
|                | André Figueras     | Extrême droite | 511          | 1,28         |             |             |  |
|                |                    |                |              |              |             |             |  |
| Inscrits       | Inscrits           | Inscrits       | 48 246       | 100,00       | 48 240      | 100,00      |  |
| Abstentions    | Abstentions        | Abstentions    | 7 377        | 15,29        | 6 381       | 13,23       |  |
| Votants        | Votants            | Votants        | 40 869       | 84,71        | 41 859      | 86,77       |  |
| Blancs et nuls | Blancs et nuls     | Blancs et nuls | 1 015        | 2,48         | 845         | 2,02        |  |
| Exprimés       | Exprimés           | Exprimés       | 39 854       | 97,52        | 41 014      | 97,98       |  |

#### Dix-huitième circonscription (Valenciennes-Est)
| Candidat       | Candidat         | Parti          | Premier tour | Premier tour | Second tour | Second tour |  |
| Candidat       | Candidat         | Parti          | Voix         | %            | Voix        | %           |  |
| -------------- | ---------------- | -------------- | ------------ | ------------ | ----------- | ----------- |  |
|                | Tarsyle Dewasmes | SFIO           | 14 228       | 34,02        | 12 976      | 30,48       |  |
|                | Ernest Denis élu | UNR            | 13 433       | 32,12        | 15 986      | 37,55       |  |
|                | Georges Bustin   | PCF            | 13 267       | 31,72        | 13 608      | 31,97       |  |
|                | Fénelon Coquelet | Soc.ind.       | 899          | 2,15         |             |             |  |
|                |                  |                |              |              |             |             |  |
| Inscrits       | Inscrits         | Inscrits       | 51 241       | 100,00       | 51 284      | 100,00      |  |
| Abstentions    | Abstentions      | Abstentions    | 8 600        | 16,78        | 8 156       | 15,9        |  |
| Votants        | Votants          | Votants        | 42 641       | 83,22        | 43 128      | 84,1        |  |
| Blancs et nuls | Blancs et nuls   | Blancs et nuls | 814          | 1,91         | 558         | 1,29        |  |
| Exprimés       | Exprimés         | Exprimés       | 41 827       | 98,09        | 42 570      | 98,71       |  |

#### Dix-neuvième circonscription (Valenciennes-Nord)
| Candidat       | Candidat          | Parti          | Premier tour | Premier tour | Second tour | Second tour |  |
| Candidat       | Candidat          | Parti          | Voix         | %            | Voix        | %           |  |
| -------------- | ----------------- | -------------- | ------------ | ------------ | ----------- | ----------- |  |
|                | Pierre Carous élu | UNR            | 21 238       | 37,82        | 32 373      | 59,59       |  |
|                | Arthur Musmeaux   | PCF            | 19 127       | 34,06        | 21 952      | 40,41       |  |
|                | Georges Donnez    | SFIO           | 15 795       | 28,13        | Retrait     | Retrait     |  |
|                |                   |                |              |              |             |             |  |
| Inscrits       | Inscrits          | Inscrits       | 70 021       | 100,00       | 70 021      | 100,00      |  |
| Abstentions    | Abstentions       | Abstentions    | 12 931       | 18,47        | 13 859      | 19,79       |  |
| Votants        | Votants           | Votants        | 57 090       | 81,53        | 56 162      | 80,21       |  |
| Blancs et nuls | Blancs et nuls    | Blancs et nuls | 930          | 1,63         | 1 837       | 3,27        |  |
| Exprimés       | Exprimés          | Exprimés       | 56 160       | 98,37        | 54 325      | 96,73       |  |

#### Vingtième circonscription (Denain)
| Candidat       | Candidat              | Parti          | Premier tour | Premier tour | Second tour | Second tour |  |
| Candidat       | Candidat              | Parti          | Voix         | %            | Voix        | %           |  |
| -------------- | --------------------- | -------------- | ------------ | ------------ | ----------- | ----------- |  |
|                | Henri Fiévez          | PCF            | 25 634       | 43,19        | 26 096      | 44,69       |  |
|                | Fernand Duchâteau élu | SFIO           | 18 531       | 31,22        | 32 292      | 55,31       |  |
|                | Paul Gosset           | MRP            | 15 193       | 25,6         | Retrait     | Retrait     |  |
|                |                       |                |              |              |             |             |  |
| Inscrits       | Inscrits              | Inscrits       | 71 118       | 100,00       | 71 115      | 100,00      |  |
| Abstentions    | Abstentions           | Abstentions    | 10 867       | 15,28        | 11 559      | 16,25       |  |
| Votants        | Votants               | Votants        | 60 251       | 84,72        | 59 556      | 83,75       |  |
| Blancs et nuls | Blancs et nuls        | Blancs et nuls | 893          | 1,48         | 1 168       | 1,96        |  |
| Exprimés       | Exprimés              | Exprimés       | 59 358       | 98,52        | 58 388      | 98,04       |  |

#### Vingt-et-unième circonscription (Avesnes-sur-Helpe)
| Candidat       | Candidat          | Parti          | Premier tour | Premier tour | Second tour | Second tour |  |
| Candidat       | Candidat          | Parti          | Voix         | %            | Voix        | %           |  |
| -------------- | ----------------- | -------------- | ------------ | ------------ | ----------- | ----------- |  |
|                | Charles Naveau    | SFIO           | 9 176        | 28,56        | 9 398       | 28,69       |  |
|                | Arthur Moulin élu | UNR            | 6 835        | 21,27        | 10 409      | 31,78       |  |
|                | Pierre Larivière  | CNIP           | 7 612        | 23,69        | 6 579       | 20,08       |  |
|                | Fernand Pécheux   | PCF            | 6 427        | 20           | 6 372       | 19,45       |  |
|                | Jacques Loriau    | CRR            | 2 083        | 6,48         | Retrait     | Retrait     |  |
|                |                   |                |              |              |             |             |  |
| Inscrits       | Inscrits          | Inscrits       | 39 961       | 100,00       | 39 956      | 100,00      |  |
| Abstentions    | Abstentions       | Abstentions    | 7 272        | 18,2         | 6 776       | 16,96       |  |
| Votants        | Votants           | Votants        | 32 689       | 81,8         | 33 180      | 83,04       |  |
| Blancs et nuls | Blancs et nuls    | Blancs et nuls | 556          | 1,7          | 422         | 1,27        |  |
| Exprimés       | Exprimés          | Exprimés       | 32 133       | 98,3         | 32 758      | 98,73       |  |

#### Vingt-deuxième circonscription (Maubeuge)
| Candidat       | Candidat          | Parti          | Premier tour | Premier tour | Second tour | Second tour |  |
| Candidat       | Candidat          | Parti          | Voix         | %            | Voix        | %           |  |
| -------------- | ----------------- | -------------- | ------------ | ------------ | ----------- | ----------- |  |
|                | Pierre Forest élu | SFIO           | 16 079       | 39,46        | 15 623      | 38,57       |  |
|                | Raymond Carret    | UNR            | 13 010       | 31,93        | 14 266      | 35,22       |  |
|                | Albert Maton      | PCF            | 11 658       | 28,61        | 10 619      | 26,21       |  |
|                |                   |                |              |              |             |             |  |
| Inscrits       | Inscrits          | Inscrits       | 49 663       | 100,00       | 49 661      | 100,00      |  |
| Abstentions    | Abstentions       | Abstentions    | 8 382        | 16,88        | 8 790       | 17,7        |  |
| Votants        | Votants           | Votants        | 41 281       | 83,12        | 40 871      | 82,3        |  |
| Blancs et nuls | Blancs et nuls    | Blancs et nuls | 534          | 1,29         | 363         | 0,89        |  |
| Exprimés       | Exprimés          | Exprimés       | 40 747       | 98,71        | 40 508      | 99,11       |  |

#### Vingtième-troisième circonscription (Le Quesnoy)
| Candidat       | Candidat       | Parti          | Premier tour | Premier tour | Second tour | Second tour |  |
| Candidat       | Candidat       | Parti          | Voix         | %            | Voix        | %           |  |
| -------------- | -------------- | -------------- | ------------ | ------------ | ----------- | ----------- |  |
|                | Paul Bécue élu | UNR            | 14 429       | 38,59        | 18 288      | 47,78       |  |
|                | Eugène Thomas  | SFIO           | 11 927       | 31,9         | 11 088      | 28,97       |  |
|                | Didier Eloy    | PCF            | 9 337        | 24,97        | 8 901       | 23,25       |  |
|                | André Duronsoy | Radsoc         | 1 698        | 4,54         |             |             |  |
|                |                |                |              |              |             |             |  |
| Inscrits       | Inscrits       | Inscrits       | 45 283       | 100,00       | 45 273      | 100,00      |  |
| Abstentions    | Abstentions    | Abstentions    | 7 228        | 15,96        | 6 532       | 14,43       |  |
| Votants        | Votants        | Votants        | 38 055       | 84,04        | 38 741      | 85,57       |  |
| Blancs et nuls | Blancs et nuls | Blancs et nuls | 664          | 1,74         | 464         | 1,2         |  |
| Exprimés       | Exprimés       | Exprimés       | 37 391       | 98,26        | 38 277      | 98,8        |  |